# Costaceae
Famille
Classification APG III (2009)
La famille des Costacées regroupe des plantes monocotylédones de l'ordre des Zingiberales qui comporte de cent à deux cents espèces réparties en 4 à 7 genres.
Ce sont des plantes herbacées, pérennes, rhizomateuses, terrestres ou épiphytes des régions tropicales.

## Étymologie
Le nom vient du genre Costus dérivé du latin costum et du grec κοστος / kostos, possiblement de kust (en arabe : كُوسْة, kuwsẗ), censé nommer une plante indienne aux racines aromatiques. Mais attribuer ce nom à une plante précise est difficile. De fait, en 1751, l'encyclopédiste Louis de Jaucourt décrit ainsi l’ambiguïté de ce nom botanique : 

« Le costus des Grecs, des Latins, des Arabes, est un même nom qu’ils ont donné à différentes racines, & qu’il est impossible de connaitre aujourd’hui. L’homonymie en Botanique, fait un chaos qu’on ne débrouillera jamais. Louis de Jaucourt. »

## Liste des genres
Selon World Checklist of Selected Plant Families (WCSP) (22 avr. 2010) et NCBI (22 avr. 2010) :
- genre Chamaecostus  C.Specht & D.W.Stev. (2006)
- genre Cheilocostus  C.Specht (2006)
- genre Costus  L. (1753)
- genre Dimerocostus  Kuntze (1891)
- genre Monocostus  K.Schum. (1904)
- genre Paracostus  C.Specht (2006)
- genre Tapeinochilos  Miq. (1869)

Selon Angiosperm Phylogeny Website (22 avr. 2010) cette famille comporte 110 espèces dans les genres :
- genre Cheilocostus C. Specht
- genre Chamaecostus C. Specht et D. W. Stevenson
- genre Costus L.
- genre Dimerocostus O. Kuntze
- genre Monocostus K. Schumann
- genre Paracostus C. Specht
- genre Tapeinocheilos Miquel

Selon DELTA Angio (22 avr. 2010) :
- genre Costus
- genre Dimerocostus
- genre Monocostus
- genre Tapeinocheilos

Selon ITIS (22 avr. 2010) :
- genre Costus  L.

## Liste des espèces
Selon NCBI (22 avr. 2010) :
- genre Chamaecostus
  - Chamaecostus curcumoides
  - Chamaecostus cuspidatus
  - Chamaecostus lanceolatus
  - Chamaecostus subsessilis
- genre Cheilocostus
  - Cheilocostus globosus
  - Cheilocostus lacerus
  - Cheilocostus speciosus
- genre Costus
  - Costus afer
  - Costus allenii
  - Costus amazonicus
  - Costus aff. amazonicus KMK-2009
  - Costus arabicus
  - Costus asplundii
  - Costus barbatus
  - Costus aff. barbatus Kay 0311
  - Costus bracteatus
  - Costus chartaceus
  - Costus claviger
  - Costus comosus
  - Costus curvibracteatus
  - Costus deistelii
  - Costus dinklagei
  - Costus dirzoi
  - Costus dubius
  - Costus erythrocoryne
  - Costus erythrophyllus
  - Costus erythrothyrsus
  - Costus fissiligulatus
  - Costus gabonensis
  - Costus aff. globosus Mood 1713
  - Costus aff. globosus Mood 1714
  - Costus guanaiensis
  - Costus laevis
  - Costus lasius
  - Costus lateriflorus
  - Costus laterifolius
  - Costus letestui
  - Costus leucanthus
  - Costus lima
  - Costus longebracteolatus
  - Costus lucanusianus
  - Costus aff. lucanusianus Specht 02-338
  - Costus maculatus
  - Costus malortieanus
  - Costus megalobractea
  - Costus montanus
  - Costus mosaicus
  - Costus aff. nitidus KMK-2009
  - Costus osae
  - Costus phaeotrichus
  - Costus pictus
  - Costus plicatus
  - Costus productus
  - Costus pulverulentus
  - Costus ricus
  - Costus scaber
  - Costus spectabilis
  - Costus spicatus
  - Costus spiralis
  - Costus stenophyllus
  - Costus talbotii
  - Costus tappenbeckianus
  - Costus vargasii
  - Costus varzearum
  - Costus villosissimus
  - Costus vinosus
  - Costus wilsonii
  - Costus aff. wilsonii Kay 0336
  - Costus woodsonii
  - Costus zingiberoides
- genre Dimerocostus
  - Dimerocostus argenteus
  - Dimerocostus strobilaceus
- genre Monocostus
  - Monocostus uniflorus
- genre Paracostus
  - Paracostus englerianus
  - Paracostus paradoxus
- genre Tapeinochilos
  - Tapeinochilos ananassae
  - Tapeinochilos dahlii
  - Tapeinochilos hollrungii
  - Tapeinochilos pubescens
  - Tapeinochilos queenslandiae